# Luna (Alava)
Pour les articles homonymes, voir Luna.
Luna est une commune ou contrée de la municipalité de Kuartango dans la province d'Alava dans la Communauté autonome basque.
Luna a 54 habitants. Cette commune regroupe 4 quartiers. 
- Archúa - Artxua) avec une population de 10 habitants.
- Arriano avec une population de 17 habitants.
- Guillarte - Gibilloarrate (en basque Gilarte) avec une population de 7 habitants.
- Luna avec une population de 20 habitants.